# 小行星2761
小行星2761（2761 Eddington）是一颗绕太阳运转的小行星，为主小行星带小行星。该小行星于1981年1月1日发现。
該小行星以英國天體物理學家亞瑟·愛丁頓命名。

## 轨道参数
小行星2761的轨道半长轴为3.0757745 UA，离心率为0.187。